# Maltesische Fußballnationalmannschaft (U-19-Junioren)
Die maltesische Fußballnationalmannschaft der U-19-Junioren ist die Auswahl maltesischer Fußballspieler der Altersklasse U-19. Sie repräsentiert die Malta Football Association auf internationaler Ebene, beispielsweise in Freundschaftsspielen gegen die Auswahlmannschaften anderer nationaler Verbände, aber auch bei der seit 2002 in dieser Altersklasse ausgetragenen Europameisterschaft. Die Mannschaft konnte sich bisher weder für eine Endrunde noch die zweite bzw. Eliterunde der Qualifikation qualifizieren. Für 2023 wurde Malta aber als Gastgeber der Endrunde ausgewählt und ist damit für diese automatisch qualifiziert.

## Teilnahme an U-19-Europameisterschaften
- 2002: nicht qualifiziert
- 2003: nicht qualifiziert
- 2004: nicht qualifiziert
- 2005: nicht qualifiziert
- 2006: nicht qualifiziert
- 2007: nicht qualifiziert (als viertbester Gruppendritter die Eliterunde verpasst)
- 2008: nicht qualifiziert
- 2009: nicht qualifiziert (als schlechtester Gruppendritter die Eliterunde verpasst)
- 2010: nicht qualifiziert (als sechstschlechtester Gruppendritter die Eliterunde verpasst)
- 2011: nicht qualifiziert
- 2012: nicht qualifiziert
- 2013: nicht qualifiziert  (als schlechtester Gruppendritter die Eliterunde verpasst)
- 2014: nicht qualifiziert
- 2015: nicht qualifiziert  (als schlechtester Gruppendritter die Eliterunde verpasst)
- 2016: nicht qualifiziert
- 2017: nicht qualifiziert  (als zweitschlechtester Gruppendritter die Eliterunde verpasst)
- 2018: nicht qualifiziert
- 2019: nicht qualifiziert
- 2020: Meisterschaft wegen COVID-19-Pandemie abgesagt (nicht für die abgesagte Eliterunde qualifiziert)
- 2022: nicht qualifiziert
- 2023: als Gastgeber qualifiziert

| Bilanz   | Bilanz | Bilanz | Bilanz | Bilanz      | Bilanz | Bilanz    | Bilanz       |
| Runde    | Spiele | Siege  | Remis  | Niederlagen | Tore   | Gegentore | Tordifferenz |
| -------- | ------ | ------ | ------ | ----------- | ------ | --------- | ------------ |
| 1. Runde | 060    | 6      | 8      | 46          | 36     | 162       | −126         |
| Endrunde |        |        |        |             |        |           |              |
| Gesamt   | 060    | 6      | 8      | 46          | 36     | 162       | −126         |